# Ганс Ленк
Ганс Ленк (нім. Hans Lenk; 23 березня 1935 — 30 липня 2024) — німецький академічний веслувальник.
Олімпійський чемпіон 1960 року в складі вісімки.
Чемпіон Європи 1958 (розпашні четвірки без стернового), 1959 (вісімки) років.